# Yvonne Prévost
Pour les articles homonymes, voir Prévost.
Paule Marie Yvonne Prévost, née le 8 juin 1878 à Saint-Énogat (Dinard) et morte le 3 mars 1942 à Paris, est une joueuse française de tennis de la fin du XIXe siècle au début du XXe siècle, double médaillée olympique.

## Biographie
Yvonne Prévost est la fille d'Ernest Prévost, fils d'Hippolyte Prévost, et de Jeanne Koenigswarter, fille du juriste Louis-Jean Koenigswarter, membre d'une importante famille de banquiers originaire d'Autriche. Elle est la sœur d'André Prévost, vice-champion de France de tennis en 1900.
Classée « - 40 » en 1897 et 1902, Yvonne Prévost est membre de la société des sports de l'île de Puteaux et du Tennis Club de Paris
En 1900, elle devient championne de France en l'absence de concurrente pour contester le titre, ce qui était assez fréquent à cette époque. Elle est cependant principalement connue pour avoir participé quelques semaines plus tard au tournoi international de tennis organisé par la S.S.I.P. dans le cadre de l'Exposition universelle, tournoi qui sera assimilé à une épreuve olympique. Elle décroche la médaille d'argent en simple dames, s'inclinant en finale contre la triple championne d'Angleterre Charlotte Cooper-Sterry. Elle est également finaliste du tournoi de double mixte, associée à l'Irlandais Harold Mahony.
Bien que tenante de titre de Championne de France, elle est contrainte de déclarer forfait pour le tournoi en 1901. En 1902, elle s'incline dès son premier match contre sa principale rivale Adine Masson. Elle remporte toutefois le premier championnat de double mixte en compagnie du Britannique Réginald Forbes et conserve son titre l'année suivante. Dans le tournoi de simple, elle s'efface toutefois en demi-finale contre la jeune Kate Gillou qui dominera le tennis français durant les cinq prochaines années. Elle prend néanmoins sa revanche sur celle-ci le mois suivant lors de la finale du tournoi international de Puteaux.
Yvonne Prévost est championne des Internationaux de Suisse en 1903.
Elle cesse toute compétition après son mariage en 1905 avec le diplomate Auguste Boppe, alors conseiller à l'ambassade de France à Constantinople. Les mariés avaient pour témoins Paul Cambon, ambassadeur à Londres, Émile Gebhart de l'Académie française et le Général Georges Lebon. Ils résident alors boulevard de Courcelles dans le 17e arrondissement de Paris. Elle meurt en mars 1942 à son domicile de la rue Boissière.

## Palmarès (partiel)

### Titre en simple dames
| No | Date       | Nom et lieu du tournoi       | Catégorie | Surface      | Finaliste | Score |          |
| -- | ---------- | ---------------------------- | --------- | ------------ | --------- | ----- | -------- |
| 1  | ??-05-1900 | Championnat de France, Paris |           | Terre (ext.) | NC        | NC    | Parcours |

### Finale en simple dames
| No | Date       | Nom et lieu du tournoi | Catégorie     | Surface      | Vainqueure       | Score    |          |
| -- | ---------- | ---------------------- | ------------- | ------------ | ---------------- | -------- | -------- |
| 1  | 06-07-1900 | Jeux olympiques, Paris | J. olympiques | Terre (ext.) | Charlotte Cooper | 6-1, 6-4 | Parcours |

### Titres en double mixte
| No | Date       | Nom et lieu du tournoi      | Catégorie | Surface      | Partenaire      | Finalistes                    | Score |          |
| -- | ---------- | --------------------------- | --------- | ------------ | --------------- | ----------------------------- | ----- | -------- |
| 1  | 18-06-1902 | Championnat de France Paris |           | Terre (ext.) | Réginald Forbes | Adine Masson Willy Masson     | NC    | Parcours |
| 2  | ??-05-1903 | Championnat de France Paris |           | Terre (ext.) | Réginald Forbes | Antoinette Gillou Max Decugis | NC    | Parcours |

### Finale en double mixte
| No | Date       | Nom et lieu du tournoi | Catégorie     | Surface      | Vainqueures                         | Partenaire    | Score    |          |
| -- | ---------- | ---------------------- | ------------- | ------------ | ----------------------------------- | ------------- | -------- | -------- |
| 1  | 06-07-1900 | Jeux olympiques Paris  | J. olympiques | Terre (ext.) | Charlotte Cooper · Reginald Doherty | Harold Mahony | 6-2, 6-4 | Parcours |

## Parcours aux Jeux olympiques

### En simple dames
| # | Date       | Nom de l'olympiade     | Surface      | Résultat | Ultime adversaire | Score    |          |
| - | ---------- | ---------------------- | ------------ | -------- | ----------------- | -------- | -------- |
| 1 | 06/07/1900 | Jeux olympiques, Paris | Terre (ext.) | Argent   | Charlotte Cooper  | 6-1, 6-4 | Parcours |

### En double mixte
| # | Date       | Nom de l'olympiade    | Surface      | Résultat | Partenaire    | Ultimes adversaires                       | Score    |          |
| - | ---------- | --------------------- | ------------ | -------- | ------------- | ----------------------------------------- | -------- | -------- |
| 1 | 06/07/1900 | Jeux olympiques Paris | Terre (ext.) | Argent   | Harold Mahony | Reginald Frank Doherty · Charlotte Cooper | 6-2, 6-4 | Parcours |